# Caballero sonriente

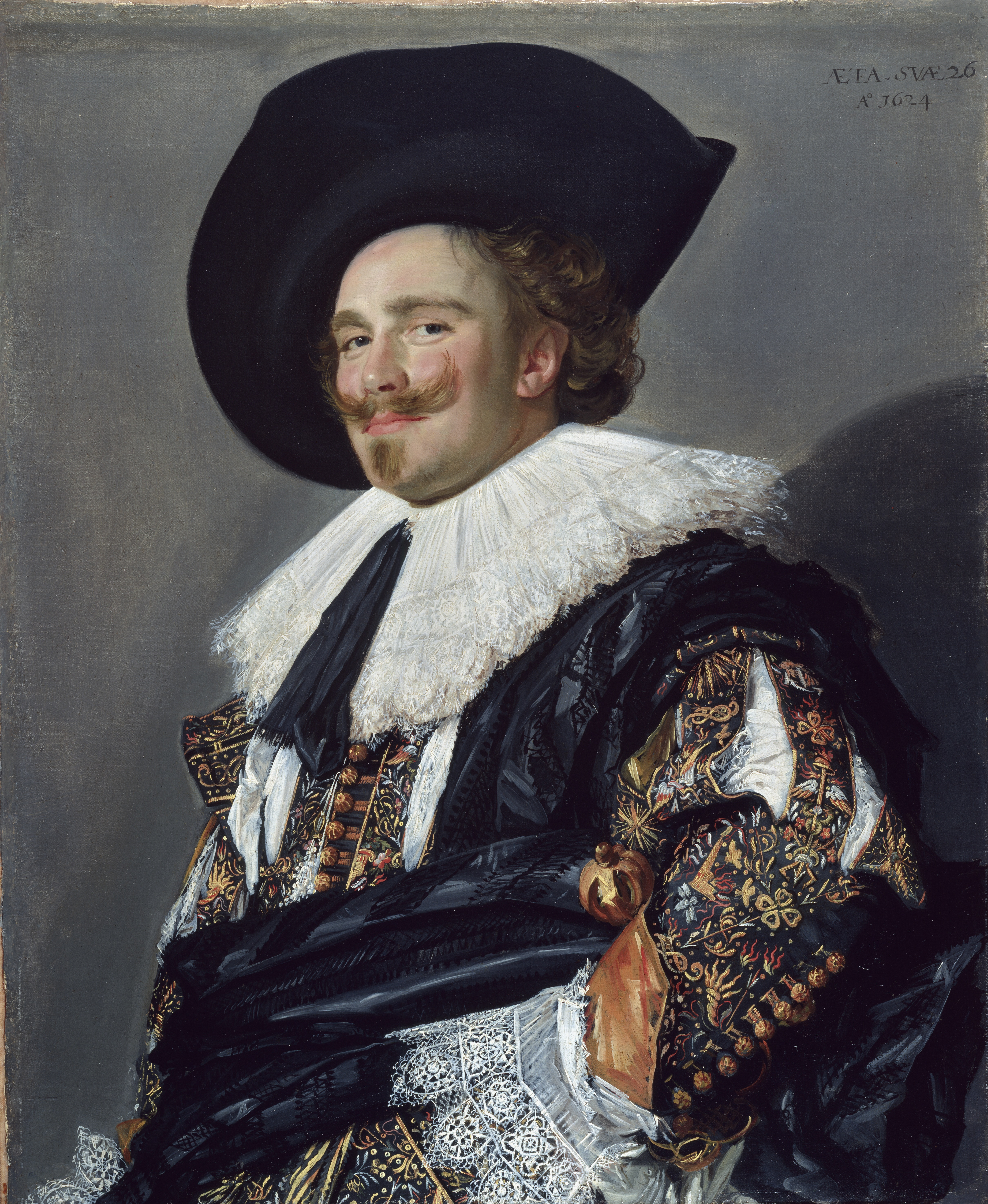
El caballero sonriente (1624)

El caballero sonriente (1624) es un retrato del pintor neerlandés Frans Hals en la Colección Wallace en Londres, que ha sido descrito como «una de las pinturas del Barroco más brillantes».
El título es una invención de la prensa y público victoriano, que se lo otorgó en la apertura del museo Bethnal Green en 1872–1875, justo después de su llegada a Inglaterra, después de que se reprodujo regularmente como una impresión, y se hizo conocido como una de las mejores pinturas del Antiguo maestro en el Reino Unido. 
El sujeto desconocido en realidad no está sonriente, pero puede decirse que tiene una sonrisa enigmática, muy amplificada por su bigote dispuesto hacia arriba. Se desconoce la identidad del modelo, solo que tenía 26 años en el momento en que se pintó el cuadro (según inscripción del autor arriba a la derecha: AE'TA SUE 26 / Aº 1624). Por sus elegantes ropas de seda, parece un noble o un burgués rico y los emblemas que tiene bordados en su jubón hacen referencia a las penas y a los placeres del amor- abejas, flechas, cornucopias flamígeras, nudos.
La composición es vivaz y espontánea, la postura girada y el punto de vista bajo son habituales en los retratos de Hals y aquí permiten resaltar la manga bordada y el puño de encaje. En general, los retratos formales de adultos raramente los presentaban sonrientes hasta finales del siglo XVIII, aunque la sonrisa sí era común en tronies y figuras de las pintura de género. Frans Hals fue una excepción a la regla y muestra a menudo a sus modelos sonrientes incluso riendo y en poses informales que dan a su obra su característica impresión de movimiento y espontaneidad.